# Olivier Le Peuch
Olivier Le Peuch, né en octobre 1963, est un ingénieur et homme d'affaires français, directeur général (CEO) de Schlumberger depuis le 1er août 2019.

## Biographie
Il fait sa scolarité à Yffiniac, Saint Brieuc et Rennes. De 1983 à 1986, il fait des études d'ingénieur à l'ENSEIRB-MATMECA, à Bordeaux.
En 1987, il rejoint le groupe Schlumberger  en qualité d'ingénieur électricien. Il y fait toute sa carrière.
Il s'occupe d'abord de développement de logiciels et d'électronique à haute température.
De 2004 à 2008, il dirige Schlumberger Informations Solutions, une société de services informatiques qui s'adressent aux producteurs de pétrole. De 2008 à 2010, il dirige les opérations de Schlumberger en Mer du Nord. De 2010 à 2014, il dirige la fabrication d'outillages. Il s'occupe ensuite des travaux de finition postérieurs aux forages. De 2017 à 2018, il dirige Cameron International, un fabricant d'équipements pétroliers racheté par le groupe Schlumberger en 2015. En 2018, il prend la direction de l'ensemble des activités réservoirs et infrastructures.
En février 2019, il est nommé directeur général délégué chargé des opérations (COO). 
Le 1eraoût 2019, il devient directeur général à la place de Paal Kibsgaard (en), devenu patron de Katerra (en). En même temps, Mark G. Papa devient président du conseil d'administration de Schlumberger (non exécutif),. Le conseil d'administration a en effet préféré Olivier Le Peuch à une autre candidate interne, Catherine MacGregor.
Lors de sa nomination, Le Peuch prévoyait une chute du chiffre d'affaires de la société en Amérique du Nord de 10 % en un an, mais celui-ci baisse de plus de 50 %. Dans le même laps de temps, le chiffre d'affaires mondial baisse de 28 %, obligeant Le Peuch à programmer la suppression de 20 % de ses effectifs, soit 21 000 emplois.

## Revenus
Dans l'année 2019-2020, les revenus annuels de Olivier Le Peuch sont d'environ 18 millions de dollars.